# Hamburgerkött
Hamburgerkött är en benämning på rökt hästkött. Men det kan även stå för en speciell typ av rökt nötkött med ursprung i Hamburg.

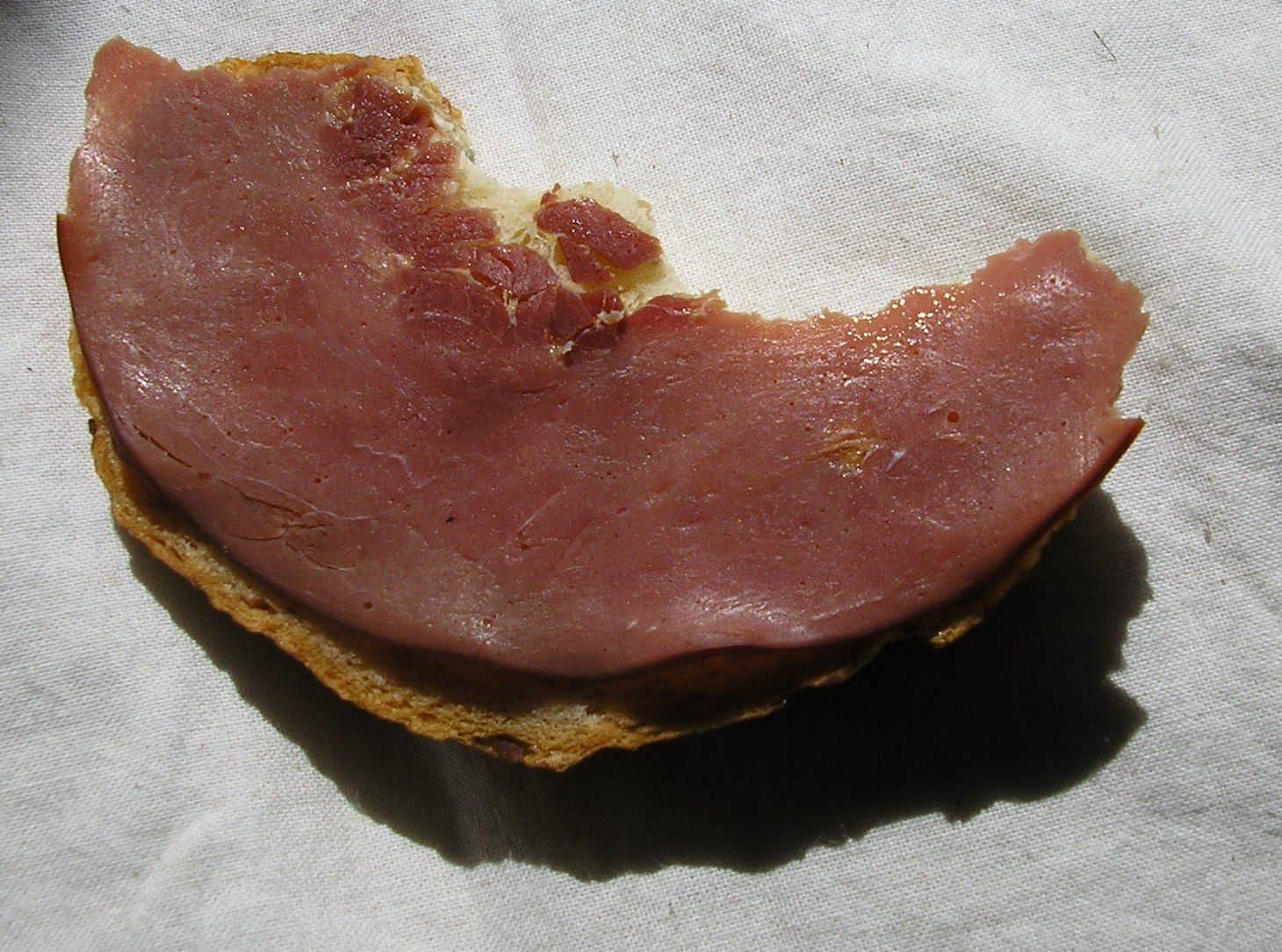
Hamburgerkött på en smörgås.

Hamburgerkött säljs ofta färdigskivat som smörgåspålägg och det finns inga bestämmelser om att det måste innehålla hästkött. Vilken typ av kött som använts ska framgå av innehållsdeklarationen.

## Historia
Ursprungligen avsåg hamburgerkött saltat och rökt nötkött från Hamburg i Tyskland. När hästkött började säljas benämndes det hamburgerkött eftersom det fanns fördomar mot hästkött.